# Gefängnis von Yare
Das Gefängnis von Yare  (Cárcel de San Francisco de Yare) befindet sich in San Francisco de Yare im venezolanischen Bundesstaat Miranda.
Es gibt zwei Gebäudekomplexe: Yare I und Yare II. Beide Zentren sind mittlerweile überbelegt. Yare I wurde im Jahr 1984 gebaut. Yare II wurde zwischen 1997 und 1998 errichtet. Yare I wurde für 750 Insassen konzipiert, hat aber über 1153. Beide Zentren befinden sich in der Nähe des Dorfes San Francisco de Yare.
Im Juni 2011 wurden 19 Gefangene in Yare während Unruhen umgebracht. Ende August 2012 starben zumindest 25 Insassen bei neuen Protesten.